# 모네게티

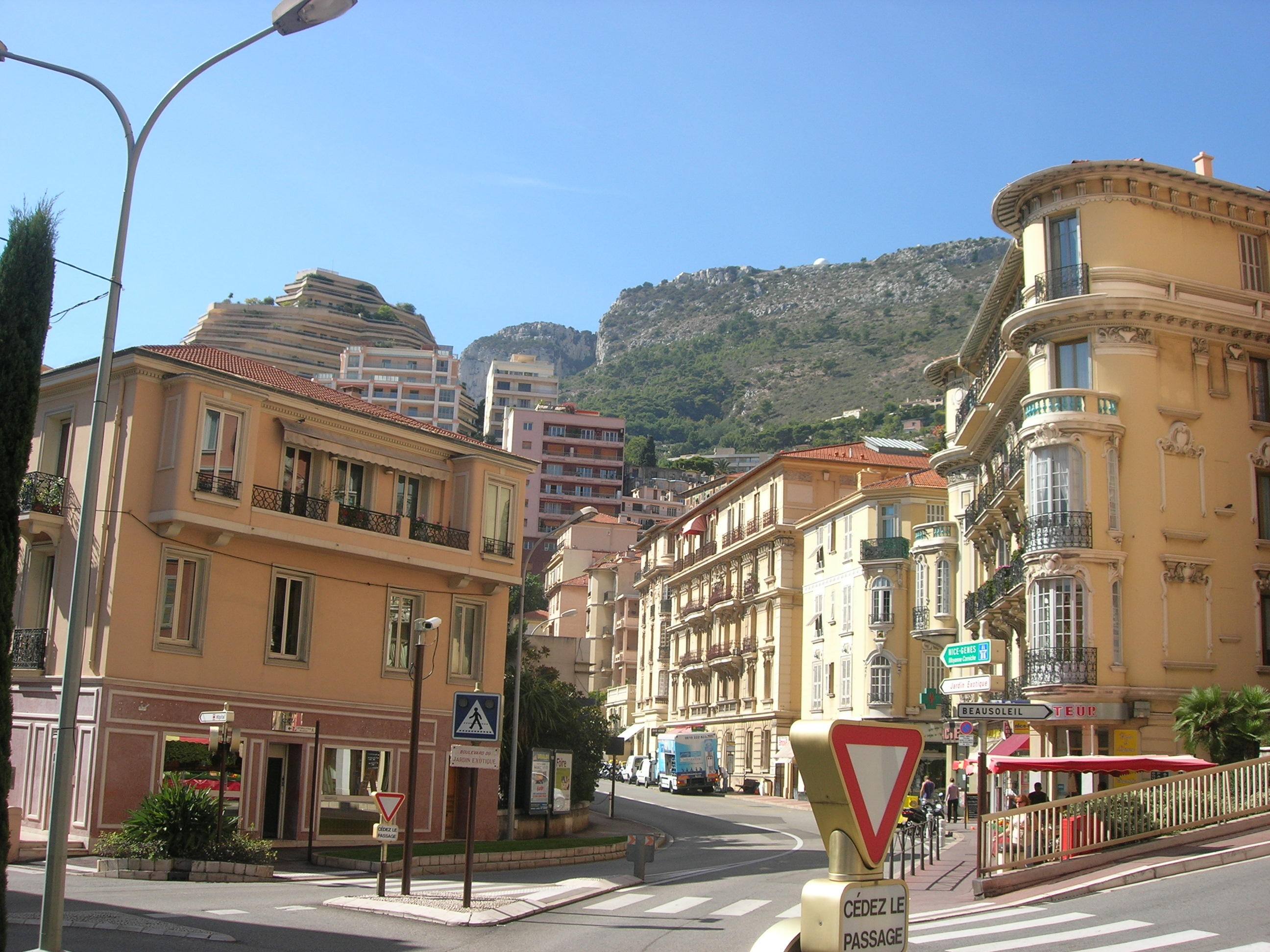
모네게티에 있는 라마르크 광장

모네게티(프랑스어: Moneghetti)는 모나코를 구성하는 10개 행정구 가운데 하나이며 면적은 0.10km2, 인구는 3,003명(2000년 기준)이다. 과거 라콩다민에서 분리되어 신설되었으며 모나코 중북부와 라콩다민 북쪽에 위치한다. 호텔과 베드 앤드 브렉퍼스트 등 관광 시설이 들어서 있으며 국영학교 2개, 대학 지역 사무소가 들어서 있다.